# Serie A 1976-1977 (pallacanestro femminile)
Il campionato di Serie A di pallacanestro femminile 1976-1977 è stato il quarantaseiesimo organizzato in Italia.
Cambia totalmente la formula della nuova massima serie. Vengono aggiunte quattro squadre alle dodici della stagione precedente. Le società vengono divise in due gironi da otto, con partite di andata e ritorno. Le prime quattro di ogni girone si classificano per la Poule Scudetto, le ultime quattro per la Poule Salvezza. La prima classificata vince il titolo, le ultime tre retrocedono in Serie B.
La Geas Sesto San Giovanni vince il suo settimo titolo (quarto consecutivo), dopo aver vinto il girone A della prima fase e la Poule Scudetto, superando Pagnossin Treviso e Tazza D'Oro Roma.

## Prima fase

### Girone A
|  |    | Classifica finale 1976-1977 | Pt | G  | V  | P  | PtF  | PtS  |
|  | -- | --------------------------- | -- | -- | -- | -- | ---- | ---- |
|  | 1. | Geas Sesto San Giovanni     | 22 | 14 | 11 | 3  | 1140 | 757  |
|  | 2. | Teksid Torino               | 22 | 14 | 11 | 3  | 991  | 814  |
|  | 3. | Pagnossin Treviso           | 20 | 14 | 10 | 4  | 953  | 839  |
|  | 4. | G.B.C. Sesto San Giovanni   | 16 | 14 | 8  | 6  | 897  | 817  |
|  | 5. | Pejo Brescia                | 14 | 14 | 7  | 7  | 854  | 914  |
|  | 6. | Club Atletico Faenza        | 10 | 14 | 5  | 9  | 843  | 939  |
|  | 7. | Roma                        | 8  | 14 | 4  | 10 | 895  | 1065 |
|  | 8. | Stabilplastic Bari          | 0  | 14 | 0  | 14 | 829  | 1177 |

### Girone B
|  |    | Classifica finale 1976-1977       | Pt | G  | V  | P  | PtF | PtS |
|  | -- | --------------------------------- | -- | -- | -- | -- | --- | --- |
|  | 1. | Tazza D'Oro Roma                  | 20 | 14 | 10 | 4  | 884 | 809 |
|  | 2. | Foglia & Rizzi Parma              | 18 | 14 | 9  | 5  | 851 | 693 |
|  | 3. | Standa Milano                     | 18 | 14 | 9  | 5  | 796 | 725 |
|  | 4. | Plia Castelli Bologna             | 16 | 14 | 8  | 6  | 741 | 744 |
|  | 5. | CUS Cagliari                      | 14 | 14 | 7  | 7  | 782 | 807 |
|  | 6. | Cademartori Vicenza               | 12 | 14 | 6  | 8  | 867 | 833 |
|  | 7. | Ceramiche Forlivesi Busto Arsizio | 10 | 14 | 5  | 9  | 815 | 830 |
|  | 8. | Ginnastica Comense                | 4  | 14 | 2  | 12 | 737 | 933 |

## Seconda fase

### Poule Scudetto
|  |    | Classifica finale 1976-1977 | Pt | G  | V  | P  | PtF  | PtS |
|  | -- | --------------------------- | -- | -- | -- | -- | ---- | --- |
|  | 1. | Geas Sesto San Giovanni     | 28 | 14 | 14 | 0  | 1072 | 763 |
|  | 2. | Pagnossin Treviso           | 18 | 14 | 9  | 5  | 929  | 880 |
|  | 3. | Tazza D'Oro Roma            | 16 | 14 | 8  | 6  | 904  | 847 |
|  | 4. | G.B.C. Sesto San Giovanni   | 14 | 14 | 7  | 7  | 935  | 923 |
|  | 5. | Teksid Torino               | 14 | 14 | 7  | 7  | 835  | 850 |
|  | 6. | Standa Milano               | 14 | 14 | 7  | 7  | 802  | 858 |
|  | 7. | Foglia & Rizzi Parma        | 6  | 14 | 3  | 11 | 731  | 860 |
|  | 8. | Plia Castelli Bologna       | 2  | 14 | 1  | 13 | 842  | 959 |

### Poule Salvezza
|  |    | Classifica finale 1976-1977       | Pt | G  | V  | P  | PtF | PtS  |
|  | -- | --------------------------------- | -- | -- | -- | -- | --- | ---- |
|  | 1. | Club Atletico Faenza              | 24 | 14 | 12 | 2  | 933 | 885  |
|  | 2. | Roma                              | 20 | 14 | 10 | 4  | 978 | 878  |
|  | 3. | Pejo Brescia                      | 18 | 14 | 9  | 5  | 901 | 853  |
|  | 4. | Ceramiche Forlivesi Busto Arsizio | 14 | 14 | 7  | 7  | 891 | 939  |
|  | 5. | Cademartori Vicenza               | 14 | 14 | 7  | 7  | 914 | 893  |
|  | 6. | Ginnastica Comense                | 10 | 14 | 5  | 9  | 839 | 841  |
|  | 7. | CUS Cagliari                      | 8  | 14 | 4  | 10 | 863 | 904  |
|  | 8. | Stabilplastic Bari                | 4  | 14 | 2  | 12 | 769 | 1029 |

## Verdetti
- Geas Sesto San Giovanni campione d'Italia 1976-1977: Lella Battistella, Mabel Bocchi, Bonora, Rosetta Bozzolo, Cesati, Dora Ciaccia, Fogliani, Marina Re, Wanda Sandon, Sanfilippo, Cristina Tonelli. All.: Gurioli.
- Ginnastica Comense, CUS Cagliari e Stabilplastic Bari retrocedono in Serie B. G.B.C. Sesto San Giovanni rinuncia all'iscrizione.